# Crush Proof
Pour plus de détails, voir Fiche technique et Distribution.
Crush Proof est un film français réalisé par François de Ménil, sorti en 1972.

## Fiche technique
- Titre : Crush Proof
- Réalisation : François de Ménil
- Scénario : François de Ménil
- Pays d'origine :  France
- Genre : drame
- Date de sortie : 1972

## Distribution
- François de Ménil
- Babette Lamy
- Pierre Clémenti
- Dennis Hopper
- Bo Diddley